# Göddeldorf

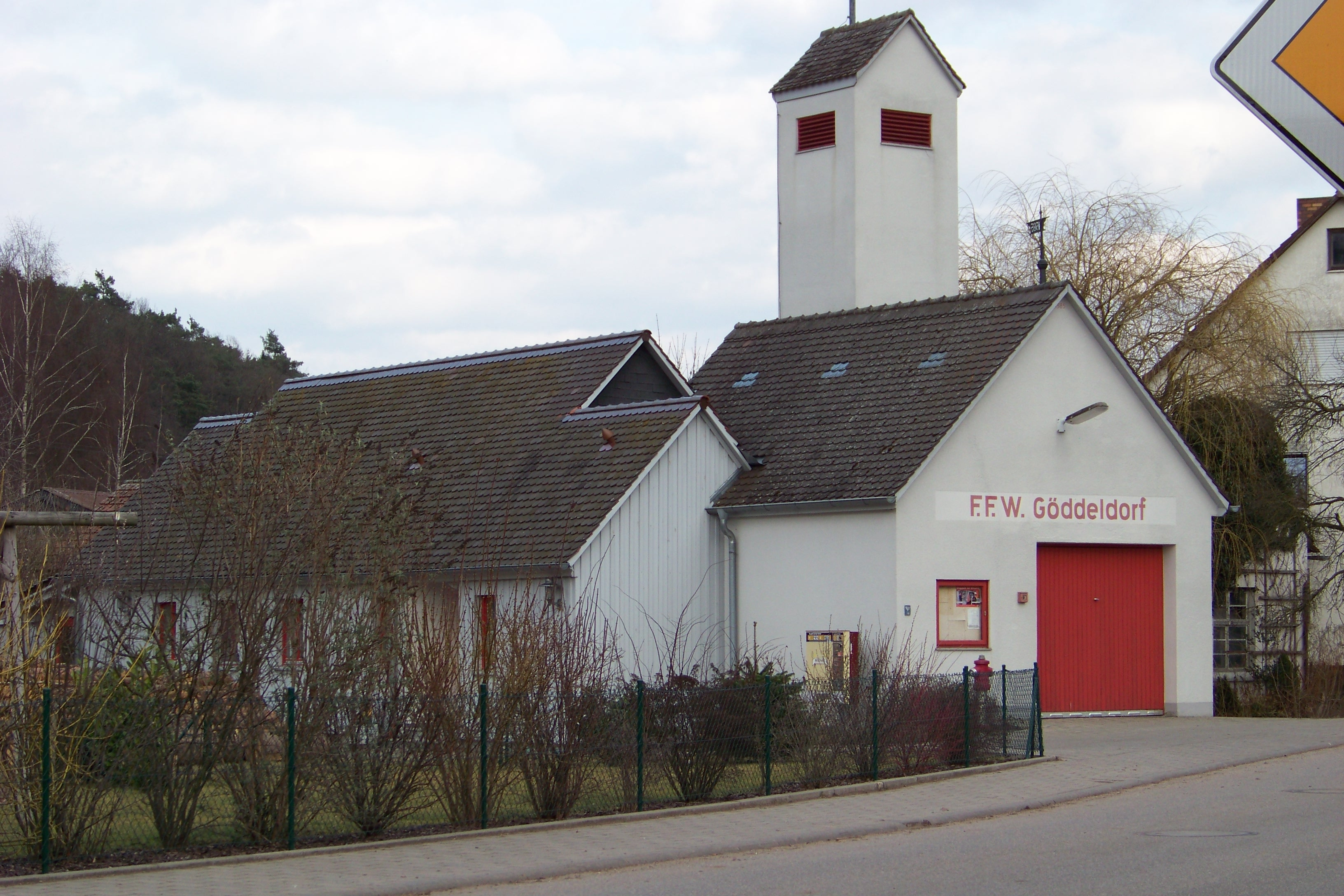
Feuerwehrgerätehaus

Göddeldorf (fränkisch: Gedldorf) ist ein Gemeindeteil der Stadt Heilsbronn im Landkreis Ansbach (Mittelfranken, Bayern). Göddeldorf liegt in der Gemarkung Seitendorf.

## Geografie
Durch das Dorf fließt die Schwabach und das Weißenbronner Bächlein mündet dort als rechter Zufluss. Im Süden schließt sich das Waldgebiet Prünstbühlholz an. 1 km südwestlich liegt die Flur Im Flecken, 0,5 km südöstlich liegt das Bensingfeld. Die Kreisstraße AN 29/RH 12 verläuft über Betzmannsdorf nach Weißenbronn (3 km südwestlich) bzw. über die Christenmühle zur Staatsstraße 2239 bei Rohr (1,8 km östlich). Eine Gemeindeverbindungsstraße führt nach Müncherlbach (1,7 km nördlich).

## Geschichte
Der Ort wurde 1245 als „Godelndorf“ erstmals urkundlich erwähnt. Der Ortsname bedeutet Zum Dorf des Godilo. Das Kloster Heilsbronn erwarb in dem Ort vier Höfe, den ersten im Jahr 1245.
1529 unterstanden der Hauptmannschaft Rohr der Reichsstadt Nürnberg drei Untertansfamilien im Ort.
Im 16-Punkte-Bericht des Klosteramts Heilsbronn aus dem Jahr 1608 wurden für Göddeldorf nur die vier Mannschaften verzeichnet, die das Klosterverwalteramt Heilsbronn als Grundherrn hatten. Die Nürnbergischen Mannschaften werden nicht erwähnt. Das Hochgericht übte das brandenburg-ansbachische Kasten- und Stadtvogteiamt Windsbach aus. Im Dreißigjährigen Krieg blieb Göddeldorf zwar weitgehend verschont, dennoch verödeten die damals bestehenden vier Höfe. Erst nach dem Krieg hatten sie wieder Besitzer, den letzten 17 Jahre nach Kriegsende.
Gegen Ende des 18. Jahrhunderts gab es in Göddeldorf acht Anwesen. Das Hochgericht übte das brandenburg-ansbachische Richteramt Roßtal aus, die Dorf- und Gemeindeherrschaft hatte das Klosterverwalteramt Heilsbronn. Grundherren waren das Klosterverwalteramt Heilsbronn (3 Höfe, 1 Mühle, Gemeindehirtenhaus) und die Reichsstadt Nürnberg (Spitalamt Heilig Geist: 2 Höfe, Landesalmosenamt: 1 Hof). Es gab zu dieser Zeit sieben Untertansfamilien, von denen vier ansbachisch waren. Von 1797 bis 1808 unterstand der Ort dem Justiz- und Kammeramt Windsbach.
Im Rahmen des Gemeindeedikts wurde Göddeldorf dem 1808 gebildeten Steuerdistrikt Weißenbronn und der 1810 gegründeten Ruralgemeinde Weißenbronn zugeordnet. Mit dem Zweiten Gemeindeedikt (1818) wurde Göddeldorf in die neu gebildete Ruralgemeinde Seitendorf umgemeindet. Im Zuge der Gebietsreform in Bayern am 1. Januar 1972 wurde die Gemeinde Seitendorf in die Stadt Heilsbronn eingegliedert.

### Baudenkmäler
- Mittelalterliches Steinkreuz aus Sandstein mit Kreuzrelief nördlich der Ortschaft am Weg nach Müncherlbach[15]
- Haus Nr. 8: ehemalige Mühle, zweigeschossiger Satteldachbau mit Fachwerkgiebel, 18. Jahrhundert, renoviert 1836[16]

### Einwohnerentwicklung
| Jahr      | 001818 | 001840 | 001861 | 001871 | 001885 | 001900 | 001925 | 001950 | 001961 | 001970 | 001987 | 002007 | 002016 |
| Einwohner | 84     | 89     | 110    | 106    | 110    | 132    | 100    | 148    | 102    | 113    | 112    | 103    | 96     |
| Häuser    | 15     | 16     |        |        | 19     | 23     | 20     | 20     | 20     |        | 24     |        |        |
| Quelle    | [ 18 ] | [ 19 ] | [ 20 ] | [ 21 ] | [ 22 ] | [ 23 ] | [ 24 ] | [ 25 ] | [ 26 ] | [ 27 ] | [ 28 ] |        | [ 1 ]  |

## Religion
Göddeldorf ist seit der Reformation evangelisch-lutherisch geprägt und bis heute nach St. Emmeram (Rohr) gepfarrt. Die Einwohner römisch-katholischer Konfession sind nach Unsere Liebe Frau (Heilsbronn) gepfarrt.